# Hiroshi Nanami
Hiroshi Nanami (名波 浩?, Nanami Hiroshi; Fujieda, 28 novembre 1972) è un allenatore di calcio ed ex calciatore giapponese, di ruolo centrocampista, vice allenatore della nazionale giapponese.

## Carriera

### Club
Ha giocato per quasi tutta la sua carriera in patria, vestendo le maglie di Júbilo Iwata, Cerezo Osaka e Tokyo Verdy. Solo nella stagione 1999-2000 ha militato in Italia nelle file del Venezia. Dopo la retrocessione del club lagunare a fine campionato è ritornato in patria.

### Nazionale
Ha collezionato 67 presenze e 9 gol con la nazionale maggiore giapponese, partecipando ai mondiali di Francia 1998, alla Copa América 1999 e a due edizioni della Coppa d'Asia (1996 e 2000).

## Statistiche

### Cronologia presenze e reti in nazionale
| Cronologia completa delle presenze e delle reti in nazionale ― Giappone | Cronologia completa delle presenze e delle reti in nazionale ― Giappone | Cronologia completa delle presenze e delle reti in nazionale ― Giappone | Cronologia completa delle presenze e delle reti in nazionale ― Giappone | Cronologia completa delle presenze e delle reti in nazionale ― Giappone | Cronologia completa delle presenze e delle reti in nazionale ― Giappone | Cronologia completa delle presenze e delle reti in nazionale ― Giappone | Cronologia completa delle presenze e delle reti in nazionale ― Giappone |
| Data                                                                    | Città                                                                   | In casa                                                                 | Risultato                                                               | Ospiti                                                                  | Competizione                                                            | Reti                                                                    | Note                                                                    |
| ----------------------------------------------------------------------- | ----------------------------------------------------------------------- | ----------------------------------------------------------------------- | ----------------------------------------------------------------------- | ----------------------------------------------------------------------- | ----------------------------------------------------------------------- | ----------------------------------------------------------------------- | ----------------------------------------------------------------------- |
| 6-8-1995                                                                | Kyoto                                                                   | Giappone                                                                | 3 – 0                                                                   | Costa Rica                                                              | Amichevole                                                              | 1                                                                       | 63’                                                                     |
| 24-10-1995                                                              | Tokyo                                                                   | Giappone                                                                | 2 – 1                                                                   | Arabia Saudita                                                          | Amichevole                                                              | 1                                                                       | 88’                                                                     |
| 10-2-1996                                                               | Wollongong                                                              | Australia                                                               | 1 – 4                                                                   | Giappone                                                                | Amichevole                                                              | -                                                                       | 79’                                                                     |
| 14-2-1996                                                               | Melbourne                                                               | Australia                                                               | 3 – 0                                                                   | Giappone                                                                | Amichevole                                                              | -                                                                       | 74’                                                                     |
| 19-2-1996                                                               | Hong Kong                                                               | Giappone                                                                | 5 – 0                                                                   | Polonia                                                                 | Lunar New Year Cup 1996 - Semifinale                                    | -                                                                       |                                                                         |
| 22-2-1996                                                               | Hong Kong                                                               | Giappone                                                                | 1 – 1 dts (4 - 5 dtr)                                                   | Svezia                                                                  | Lunar New Year Cup 1996 - Finale                                        | -                                                                       |                                                                         |
| 26-5-1996                                                               | Tokyo                                                                   | Giappone                                                                | 1 – 0                                                                   | Jugoslavia                                                              | Kirin Cup 1996                                                          | -                                                                       |                                                                         |
| 29-5-1996                                                               | Fukuoka                                                                 | Giappone                                                                | 3 – 2                                                                   | Messico                                                                 | Kirin Cup 1996                                                          | -                                                                       | 74’                                                                     |
| 25-8-1996                                                               | Osaka                                                                   | Giappone                                                                | 5 – 3                                                                   | Uruguay                                                                 | Amichevole                                                              | -                                                                       |                                                                         |
| 11-9-1996                                                               | Tokyo                                                                   | Giappone                                                                | 1 – 0                                                                   | Uzbekistan                                                              | Amichevole                                                              | -                                                                       |                                                                         |
| 13-10-1996                                                              | Kōbe                                                                    | Giappone                                                                | 1 – 0                                                                   | Tunisia                                                                 | Amichevole                                                              | -                                                                       | 76’                                                                     |
| 6-12-1996                                                               | al-'Ayn                                                                 | Giappone                                                                | 2 – 1                                                                   | Siria                                                                   | Coppa d'Asia 1996 - 1º turno                                            | -                                                                       |                                                                         |
| 9-12-1996                                                               | al-'Ayn                                                                 | Giappone                                                                | 4 – 0                                                                   | Uzbekistan                                                              | Coppa d'Asia 1996 - 1º turno                                            | 1                                                                       |                                                                         |
| 12-12-1996                                                              | al-'Ayn                                                                 | Giappone                                                                | 1 – 0                                                                   | Cina                                                                    | Coppa d'Asia 1996 - 1º turno                                            | -                                                                       |                                                                         |
| 15-12-1996                                                              | al-'Ayn                                                                 | Kuwait                                                                  | 2 – 0                                                                   | Giappone                                                                | Coppa d'Asia 1996 - Quarti di finale                                    | -                                                                       |                                                                         |
| 9-2-1997                                                                | Bangkok                                                                 | Thailandia                                                              | 1 – 1                                                                   | Giappone                                                                | King's Cup 1997 - 1º turno                                              | -                                                                       |                                                                         |
| 13-2-1997                                                               | Bangkok                                                                 | Giappone                                                                | 0 – 1                                                                   | Svezia                                                                  | King's Cup 1997 - 1º turno                                              | -                                                                       |                                                                         |
| 15-3-1997                                                               | Bangkok                                                                 | Thailandia                                                              | 3 – 1                                                                   | Giappone                                                                | Amichevole                                                              | -                                                                       |                                                                         |
| 23-3-1997                                                               | Mascate                                                                 | Oman                                                                    | 0 – 1                                                                   | Giappone                                                                | Qual. Mondiali 1998                                                     | -                                                                       |                                                                         |
| 25-3-1997                                                               | Mascate                                                                 | Macao                                                                   | 0 – 10                                                                  | Giappone                                                                | Qual. Mondiali 1998                                                     | 1                                                                       |                                                                         |
| 27-3-1997                                                               | Katmandu                                                                | Nepal                                                                   | 0 – 6                                                                   | Giappone                                                                | Qual. Mondiali 1998                                                     | -                                                                       |                                                                         |
| 21-5-1997                                                               | Tokyo                                                                   | Giappone                                                                | 1 – 1                                                                   | Corea del Sud                                                           | Amichevole                                                              | -                                                                       |                                                                         |
| 8-6-1997                                                                | Tokyo                                                                   | Giappone                                                                | 4 – 3                                                                   | Croazia                                                                 | Kirin Cup 1997                                                          | -                                                                       | 59’                                                                     |
| 15-6-1997                                                               | Osaka                                                                   | Giappone                                                                | 1 – 0                                                                   | Turchia                                                                 | Kirin Cup 1997                                                          | -                                                                       | 80’                                                                     |
| 22-6-1997                                                               | Tokyo                                                                   | Giappone                                                                | 10 – 0                                                                  | Macao                                                                   | Qual. Mondiali 1998                                                     | 1                                                                       |                                                                         |
| 25-6-1997                                                               | Tokyo                                                                   | Giappone                                                                | 3 – 0                                                                   | Nepal                                                                   | Qual. Mondiali 1998                                                     | -                                                                       | 86’                                                                     |
| 28-6-1997                                                               | Tokyo                                                                   | Giappone                                                                | 1 – 1                                                                   | Oman                                                                    | Qual. Mondiali 1998                                                     | -                                                                       |                                                                         |
| 7-9-1997                                                                | Tokyo                                                                   | Giappone                                                                | 6 – 3                                                                   | Uzbekistan                                                              | Qual. Mondiali 1998                                                     | -                                                                       |                                                                         |
| 19-9-1997                                                               | Abu Dhabi                                                               | Emirati Arabi Uniti                                                     | 0 – 0                                                                   | Giappone                                                                | Qual. Mondiali 1998                                                     | -                                                                       |                                                                         |
| 28-9-1997                                                               | Tokyo                                                                   | Giappone                                                                | 1 – 2                                                                   | Corea del Sud                                                           | Qual. Mondiali 1998                                                     | -                                                                       |                                                                         |
| 4-10-1997                                                               | Almaty                                                                  | Kazakistan                                                              | 1 – 1                                                                   | Giappone                                                                | Qual. Mondiali 1998                                                     | -                                                                       | 85’                                                                     |
| 11-10-1997                                                              | Tashkent                                                                | Uzbekistan                                                              | 1 – 1                                                                   | Giappone                                                                | Qual. Mondiali 1998                                                     | -                                                                       | 80’                                                                     |
| 26-10-1997                                                              | Tokyo                                                                   | Giappone                                                                | 1 – 1                                                                   | Emirati Arabi Uniti                                                     | Qual. Mondiali 1998                                                     | -                                                                       |                                                                         |
| 1-11-1997                                                               | Seul                                                                    | Corea del Sud                                                           | 0 – 2                                                                   | Giappone                                                                | Qual. Mondiali 1998                                                     | 1                                                                       |                                                                         |
| 8-11-1997                                                               | Tokyo                                                                   | Giappone                                                                | 5 – 1                                                                   | Kazakistan                                                              | Qual. Mondiali 1998                                                     | -                                                                       |                                                                         |
| 16-11-1997                                                              | Johor Bahru                                                             | Iran                                                                    | 2 – 3 dts                                                               | Giappone                                                                | Qual. Mondiali 1998                                                     | -                                                                       |                                                                         |
| 15-2-1998                                                               | Adelaide                                                                | Australia                                                               | 0 – 3                                                                   | Giappone                                                                | Amichevole                                                              | -                                                                       | 71’                                                                     |
| 1-3-1998                                                                | Yokohama                                                                | Giappone                                                                | 2 – 1                                                                   | Corea del Sud                                                           | Dynasty Cup 1998                                                        | -                                                                       |                                                                         |
| 4-3-1998                                                                | Yokohama                                                                | Giappone                                                                | 5 – 1                                                                   | Hong Kong                                                               | Dynasty Cup 1998                                                        | 1                                                                       |                                                                         |
| 7-3-1998                                                                | Tokyo                                                                   | Giappone                                                                | 0 – 2                                                                   | Cina                                                                    | Dynasty Cup 1998                                                        | -                                                                       |                                                                         |
| 17-5-1998                                                               | Tokyo                                                                   | Giappone                                                                | 1 – 1                                                                   | Paraguay                                                                | Kirin Cup 1998                                                          | -                                                                       |                                                                         |
| 24-5-1998                                                               | Yokohama                                                                | Giappone                                                                | 0 – 0                                                                   | Rep. Ceca                                                               | Kirin Cup 1998                                                          | -                                                                       |                                                                         |
| 31-5-1998                                                               | Losanna                                                                 | Messico                                                                 | 2 – 1                                                                   | Giappone                                                                | Amichevole                                                              | -                                                                       | 60’                                                                     |
| 3-6-1998                                                                | Losanna                                                                 | Jugoslavia                                                              | 1 – 0                                                                   | Giappone                                                                | Amichevole                                                              | -                                                                       | 75’                                                                     |
| 14-6-1998                                                               | Tolosa                                                                  | Argentina                                                               | 1 – 0                                                                   | Giappone                                                                | Mondiali 1998 - 1º turno                                                | -                                                                       |                                                                         |
| 20-6-1998                                                               | Nantes                                                                  | Giappone                                                                | 0 – 1                                                                   | Croazia                                                                 | Mondiali 1998 - 1º turno                                                | -                                                                       | 41’                                                                     |
| 26-6-1998                                                               | Lione                                                                   | Giappone                                                                | 1 – 2                                                                   | Giamaica                                                                | Mondiali 1998 - 1º turno                                                | -                                                                       | 80’                                                                     |
| 28-10-1998                                                              | Osaka                                                                   | Giappone                                                                | 1 – 0                                                                   | Egitto                                                                  | Amichevole                                                              | -                                                                       |                                                                         |
| 31-3-1999                                                               | Tokyo                                                                   | Giappone                                                                | 0 – 2                                                                   | Brasile                                                                 | Amichevole                                                              | -                                                                       |                                                                         |
| 3-6-1999                                                                | Tokyo                                                                   | Giappone                                                                | 0 – 0                                                                   | Belgio                                                                  | Kirin Cup 1999                                                          | -                                                                       |                                                                         |
| 6-6-1999                                                                | Yokohama                                                                | Giappone                                                                | 0 – 0                                                                   | Perù                                                                    | Kirin Cup 1999                                                          | -                                                                       | 46’                                                                     |
| 29-6-1999                                                               | Asunción                                                                | Perù                                                                    | 3 – 2                                                                   | Giappone                                                                | Coppa America 1999 - 1º turno                                           | -                                                                       |                                                                         |
| 2-7-1999                                                                | Asunción                                                                | Paraguay                                                                | 4 – 0                                                                   | Giappone                                                                | Coppa America 1999 - 1º turno                                           | -                                                                       | 58’                                                                     |
| 5-7-1999                                                                | Pedro Juan Caballero                                                    | Giappone                                                                | 1 – 1                                                                   | Bolivia                                                                 | Coppa America 1999 - 1º turno                                           | -                                                                       | 70’                                                                     |
| 5-2-2000                                                                | Hong Kong                                                               | Giappone                                                                | 0 – 1                                                                   | Messico                                                                 | Lunar New Year Cup 2000 - Semifinale                                    | -                                                                       |                                                                         |
| 15-3-2000                                                               | Kobe                                                                    | Giappone                                                                | 0 – 0                                                                   | Cina                                                                    | Amichevole                                                              | -                                                                       |                                                                         |
| 26-4-2000                                                               | Seul                                                                    | Corea del Sud                                                           | 1 – 0                                                                   | Giappone                                                                | Amichevole                                                              | -                                                                       | 87’                                                                     |
| 4-6-2000                                                                | Casablanca                                                              | Giappone                                                                | 2 – 2 (2 - 4 dtr)                                                       | Francia                                                                 | Trofeo di calcio Hassan II 2000 - Semifinale                            | -                                                                       | 52’                                                                     |
| 6-6-2000                                                                | Casablanca                                                              | Giappone                                                                | 4 – 0                                                                   | Giamaica                                                                | Trofeo di calcio Hassan II 2000 - Finale 3º posto                       | -                                                                       | 75’                                                                     |
| 14-10-2000                                                              | Sidone                                                                  | Arabia Saudita                                                          | 1 – 4                                                                   | Giappone                                                                | Coppa d'Asia 2000 - 1º turno                                            | 1                                                                       | 81’                                                                     |
| 17-10-2000                                                              | Sidone                                                                  | Giappone                                                                | 8 – 1                                                                   | Uzbekistan                                                              | Coppa d'Asia 2000 - 1º turno                                            | -                                                                       |                                                                         |
| 20-10-2000                                                              | Beirut                                                                  | Giappone                                                                | 1 – 1                                                                   | Qatar                                                                   | Coppa d'Asia 2000 - 1º turno                                            | -                                                                       |                                                                         |
| 24-10-2000                                                              | Beirut                                                                  | Giappone                                                                | 4 – 1                                                                   | Iraq                                                                    | Coppa d'Asia 2000 - Quarti di finale                                    | 2                                                                       |                                                                         |
| 26-10-2000                                                              | Beirut                                                                  | Cina                                                                    | 2 – 3                                                                   | Giappone                                                                | Coppa d'Asia 2000 - Semifinale                                          | -                                                                       |                                                                         |
| 29-10-2000                                                              | Beirut                                                                  | Giappone                                                                | 1 – 0                                                                   | Arabia Saudita                                                          | Coppa d'Asia 2000 - Finale                                              | -                                                                       |                                                                         |
| 20-12-2000                                                              | Tokyo                                                                   | Giappone                                                                | 1 – 1                                                                   | Corea del Sud                                                           | Amichevole                                                              | -                                                                       |                                                                         |
| 24-3-2001                                                               | Saint-Denis                                                             | Francia                                                                 | 5 – 0                                                                   | Giappone                                                                | Amichevole                                                              | -                                                                       |                                                                         |
| 25-4-2001                                                               | Cordova                                                                 | Spagna                                                                  | 1 – 0                                                                   | Giappone                                                                | Amichevole                                                              | -                                                                       | 79’                                                                     |
| Totale                                                                  |                                                                         | Presenze                                                                | 68                                                                      |                                                                         | Reti                                                                    | 10                                                                      |                                                                         |

## Palmarès

### Giocatore

#### Club

##### Competizioni nazionali
- J. League: 3

Júbilo Iwata: 1997, 1999, 2002
- Coppa dell'Imperatore: 1

Júbilo Iwata: 2003
- Coppa J. League: 1

Júbilo Iwata: 1998
- Supercoppa del Giappone: 3

Júbilo Iwata: 2000, 2003, 2004

##### Competizioni internazionali
- AFC Champions League: 1

Júbilo Iwata: 1998-1999
- Supercoppa d'Asia: 1

Júbilo Iwata: 1999

#### Nazionale
- Coppa d'Asia: 1

2000

#### Individuale
- J. League Cup Premio Nuovo Eroe: 1

1996 (con Toshihide Saitō)
- Miglior giocatore della Coppa d'Asia: 1

2000